# 天鷹座8
天鷹座8，又名BD-03 4392，HD 174589、SAO 142706、HR 7101，是天鷹座的一颗恒星，视星等为6.1，位于銀經29.97，銀緯-1.5，其B1900.0坐标为赤經18h 46m 7s，赤緯-3° -1.5′ 5″。